# گابریل تورس
گابریل تورس (انگلیسی: Gabriel Torres؛ زادهٔ ۳۱ اکتبر ۱۹۸۸) بازیکن فوتبال اهل پاناما است.
از باشگاه‌هایی که در آن بازی کرده‌است می‌توان به باشگاه فوتبال کلرادو رپیدز اشاره کرد.